# Vlădeni (Ialomița)
Vlădeni è un comune della Romania di 2 080 abitanti, ubicato nel distretto di Ialomița, nella regione storica della Muntenia.